# Noors curlingteam (gemengddubbel)
Het Noorse curlingteam vertegenwoordigt Noorwegen in internationale curlingwedstrijden.

## Geschiedenis
Noorwegen debuteerde op het wereldkampioenschap curling voor gemengddubbele landenteams van 2008 in het Finse Vierumäki. Het land plaatste zich voor de play-offs, maar verloor de strijd om het brons van Zweden. In 2015 werd het brons gewonnen door een fraaie zege op Canada (9-4), nadat het in 2013 de kleine finale verloren had van Hongarije (1-8). Op het wereldkampioenschap 2021 veroverde het Noorse team het zilver. In de finale werd verloren van Schotland met 9-7.
In 2018 nam Noorwegen deel aan het eerste olympische toernooi voor gemengddubbele landenteams. Noorwegen werd vertegenwoordigd door Magnus Nedregotten en Kristin Skaslien. Het land bereikte de halve finale, waarin verloren werd van Canada. Noorwegen verloor de kleine finale van de Russische ploeg, maar kreeg wel het brons nadat de Rus Aleksandr Kroesjelnitski betrapt werd op dopinggebruik. Vier jaar later wist het Noorse team voor het eerst de finale te halen, waarin verloren werd van Italië.

## Noorwegen op de Olympische Spelen
| Jaar | Plaats | Team                                  | WG | W | V | PV | PT |
| ---- | ------ | ------------------------------------- | -- | - | - | -- | -- |
| 2018 | 3      | Magnus Nedregotten & Kristin Skaslien | 10 | 6 | 4 | 52 | 58 |
| 2022 | 2      | Magnus Nedregotten & Kristin Skaslien | 11 | 7 | 4 | 79 | 63 |

## Noorwegen op het wereldkampioenschap
| Jaar | Plaats        | Team                                  | WG            | W             | V             | PV            | PT            |
| ---- | ------------- | ------------------------------------- | ------------- | ------------- | ------------- | ------------- | ------------- |
| 2008 | 4             | Tormod Andreassen & Linn Githmark     | 9             | 5             | 4             | 57            | 58            |
| 2009 | 21            | Ole Hauge & Hilde Stenseth            | 8             | 2             | 6             | 46            | 60            |
| 2010 | Geen deelname | Geen deelname                         | Geen deelname | Geen deelname | Geen deelname | Geen deelname | Geen deelname |
| 2011 | 18            | Roy Dorholt & Guri Tobro              | 7             | 2             | 5             | 28            | 55            |
| 2012 | 25            | Ole Hauge & Hilde Stenseth            | 8             | 1             | 7             | 37            | 73            |
| 2013 | 4             | Magnus Nedregotten & Kristin Skaslien | 12            | 8             | 4             | 84            | 70            |
| 2014 | 5             | Magnus Nedregotten & Kristin Skaslien | 8             | 7             | 1             | 65            | 33            |
| 2015 | 3             | Magnus Nedregotten & Kristin Skaslien | 12            | 11            | 1             | 103           | 50            |
| 2016 | 9             | Magnus Nedregotten & Kristin Skaslien | 10            | 9             | 1             | 93            | 28            |
| 2017 | 5             | Magnus Nedregotten & Kristin Skaslien | 11            | 9             | 2             | 80            | 43            |
| 2018 | 11            | Magnus Ramsfjell & Maia Ramsfjell     | 11            | 9             | 2             | 94            | 59            |
| 2019 | 9             | Magnus Nedregotten & Kristin Skaslien | 8             | 6             | 2             | 70            | 29            |
| 2021 | 2             | Magnus Nedregotten & Kristin Skaslien | 12            | 10            | 2             | 98            | 55            |
| 2022 | 4             | Magnus Ramsfjell & Maia Ramsfjell     | 12            | 8             | 4             | 94            | 50            |
| 2023 | 3             | Mathias Brænden & Martine Rønning     | 12            | 9             | 3             | 79            | 55            |
| 2024 | 3             | Magnus Nedregotten & Kristin Skaslien | 11            | 8             | 3             | 77            | 63            |
| 2025 | 8             | Magnus Nedregotten & Kristin Skaslien | 9             | 6             | 3             | 67            | 59            |

Australië · België · Brazilië · Bulgarije · Canada · China · Chinees Taipei · Denemarken · Duitsland · Engeland · Estland · Filipijnen · Finland · Frankrijk · Griekenland · Groot-Brittannië · Guyana · Hongarije · Hongkong · Ierland · India · Israël · Italië · Jamaica · Japan · Kazachstan · Kirgizië · Koeweit · Kosovo · Kroatië · Letland · Litouwen · Luxemburg · Mexico · Mongolië · Nederland · Nieuw-Zeeland · Nigeria · Noorwegen · Oekraïne · Oostenrijk · Polen · Portugal · Puerto Rico · Qatar · Roemenië · Rusland · Saoedi-Arabië · Schotland · Servië · Slovenië · Slowakije · Spanje · Thailand · Tsjechië · Turkije · Verenigde Staten · Wales · Wit-Rusland · Zuid-Korea · Zweden · Zwitserland